# Udo Schlitzberger
Udo Schlitzberger (* 31. Oktober 1946 in Kassel) ist ein deutscher Politiker (SPD). Von 1976 bis 1991 war er Abgeordneter im Hessischen Landtag; von 1991 bis 2009 Landrat des Landkreises Kassel.

## Persönliches/ Berufliches
Nach dem Besuch der Volksschule in Fürstenwald von 1953 bis 1957 und dem Abitur 1966 an der Albert-Schweitzer-Schule in Kassel nahm Schlitzberger ein Studium der Politik- und Geschichtswissenschaften, der Philosophie und der Germanistik an der Philipps-Universität Marburg auf, welches er 1971 mit dem ersten Staatsexamen abschloss. Das zweite Staatsexamen legte er 1973 am Studienseminar II in Kassel ab. Gleichzeitig promovierte er zum Dr. phil. mit einer Arbeit zum Thema Kritischer Rationalismus K. R. Poppers. Er trat in den höheren Schuldienst ein, war von 1973 bis 1976 als Lehrer an der integrierten Gesamtschule Niestetal und am Oberstufengymnasium Kassel-Oberzwehren – heute Lichtenberg-Gymnasium – tätig. Von 1976 bis 1991 war er Mitglied des Hessischen Landtages. Von Juli 1991 bis Juni 2009 amtierte er als Landrat des Landkreises Kassel. Schlitzberger war seit 1967 mit Marianne Schlitzberger, geb. Mader, verheiratet, die 2011 verstarb. Er hat einen Sohn. Seit 2015 ist er mit Ria Wegner, geb. Liebreich, verheiratet. Er war langjährig als Dozent an der Volkshochschule Region Kassel tätig.

## Parteiarbeit
Schlitzberger schloss sich 1968 der SPD an. Er war von 1969 bis 1972 Vorsitzender der Jungsozialisten im Unterbezirk Waldeck-Wolfhagen-Hofgeismar. 1973 wurde er Vorsitzender der Jungsozialisten im Unterbezirk Kassel-Land. Zwischen 1975 und 1977 nahm er die Ämter des Vorsitzenden der Jungsozialisten im Bezirk Hessen-Nord sowie des geschäftsführenden Landesvorsitzenden Hessen wahr. Von 1977 bis 2003 war er Mitglied im Landesvorstand der hessischen Sozialdemokraten. Von 1984 bis 1989 war Schlitzberger stellvertretender Vorsitzender des SPD-Unterbezirks Kassel-Land, von 1989 bis 1993 Vorsitzender. Von 1993 bis 2001 war er Bezirksvorsitzender der SPD Hessen-Nord.

## Parlamentsarbeit
Schlitzberger war von 1972 bis 1991 Gemeindevertreter von Calden, ab 1977 Vorsitzender der SPD-Fraktion; von 1972 bis 1974 Kreistagsabgeordneter im Kreis Kassel. Von September 1976 bis April 1991 war er Landtagsabgeordneter für den Wahlkreis 1 im Hessischen Landtag. Schlitzberger wurde bei den Landtagswahlen 1978, 1982, 1983 und 1987 direkt gewählt.

## Vereinsarbeit
Von 1974 bis 2007 war Schlitzberger Vorsitzender des TSV Fürstenwald 1893 e. V. Von 1982 bis 1991 war er Mitbegründer und Vorsitzender des Kultur- und Geschichtsvereins Calden e. V. In den Jahren 1986 bis 2003 war er Mitbegründer und Vorsitzender des Aus- und Fortbildungsverbundes im Landkreis Kassel e. V. Er war 2014 Mitbegründer und ist seitdem stellv. Vorsitzender des Geschichtsvereins Fürstenwald e. V.

## Ehrungen
1990 wurde Udo Schlitzberger mit dem Bundesverdienstkreuz am Bande geehrt.